# Ротационная печатная машина
Ротационная печатная машина — это устройство для типографской печати, имеющее цилиндрическую форму рабочего органа. 
Её изобрёл Фридрих Иоганн Кёниг в 1810 году. 
Ротационная машина предназначена для размножения полиграфической продукции в больших объёмах и имеет высокую скорость печати. На ротационной печатной машине печать может производиться различными способами: высокая печать, глубокая печать, офсетная печать и т.д. Ротационные машины также делят на листовые и рулонные: в первом случае в машину поступают уже отрезанные листы нужного формата, на которых и производится печать, в то время как в рулонной машине резка листа происходит на выходе из машины. Рулонные ротационные печатные машины обладают большей скоростью печати: до 102 тыс. оттисков в час.